# Ricardo Viñes
Ricardo Viñes y Roda, właśc. Ricard Javier Viñes i García Roda (ur. 5 lutego 1875 w Lleidzie, zm. 29 kwietnia 1943 w Barcelonie) – hiszpański pianista.

## Życiorys
Kształcił się u Juana Bautisty Pujola w Barcelonie, następnie w latach 1887–1894 uczył się w Konserwatorium Paryskim u Charles’a-Wilfrida de Bériota (fortepian), Benjamina Godarda (kompozycja) i Alberta Lavignaca (harmonia). Studia ukończył z pierwszą nagrodą z fortepianu. Debiutował publicznie w 1895 roku w paryskiej Salle Pleyel. Koncertował w krajach europejskich i w Ameryce Południowej, w latach 1930–1936 przebywał w Argentynie. Zawodowo związany przez większość życia z Paryżem, gdzie dorywczo udzielał lekcji. Do jego uczniów należał Francis Poulenc.
Zasłynął jako interpretator muzyki hiszpańskiej i francuskiej, wykonywał też utwory twórców rosyjskich. Dokonał prawykonań licznych dzieł takich kompozytorów jak Maurice Ravel, Claude Debussy, Gabriel Fauré, Erik Satie, Isaac Albéniz, Manuel de Falla i Enrique Granados. Zachowały się jego nagrania płytowe z lat 1930–1938, wznowione w 2007 roku przez wytwórnię Marston Records.